# Kaare Dybvad
Kaare Dybvad Bek (født 5. august 1984 i Holbæk) er en dansk politiker og medlem af Folketinget for Socialdemokraterne siden Folketingsvalget 2015. Han tiltrådte 27. juni 2019 som boligminister i Regeringen Mette Frederiksen. 21. januar 2021 blev hans titel ændret til indenrigs- og boligminister. 2. maj 2022 blev han udnævnt til udlændinge- og integrationsminister.

## Baggrund
Dybvad er født i Holbæk som søn af automekaniker Jens Juul Dybvad Olesen og sygeplejerske Dorte Simonsen. Kaare Dybvad voksede op på Vipperød Mark. Han har arbejdet som avisbud, flaskedreng og i gartnerier, på Holbæk Havn og i lufthavnen. Dybvad er uddannet miljøplanlægger fra Roskilde Universitet, hvorefter han blev kandidat i geografi fra Københavns Universitet. Han har også arbejdet i selskabet By & Havn og som projektchef i Væksthus Sjælland i Vordingborg. Han har tillige fungeret som rådgiver omkring Wikipedia som strategisk kommunikation gennem bureauet Imagepedia.
Med sin kæreste Maiken fik Dybvad et barn i 2015. Han blev gift med Maiken i 2016 og har nu to sønner Aksel og Pelle.

## Politisk karriere
Ved Folketingsvalget 2011 modtog Dybvad 3.957 personlige stemmer fra Holbækkredsen.
I alt modtog han 4.710 personlige stemmer i Sjællands Storkreds.
Han blev ikke valgt, men i stedet første stedfortræder for partiet i kredsen.
I foråret 2014 kritiserede Dybvad partitoppen og "nødvendighedens politik".
Det skete sammen med en række andre socialdemokrater i en Berlingske kronik under titlen Socialdemokratiet har brug for en rød tråd.
Her hed det blandt andet at Socialdemokraterne havde "fejlet grundlæggende ved at købe den borgerlige præmis om, at politisk retning og ideologi er ligegyldig".
Nogle dage efter udtalte Dybvad videre at "hvis Socialdemokraterne tror, at vi kan konkurrere på at træffe de mest effektive beslutninger, så har vi tabt på forhånd. For hele vores grundlag er, at det altid er en kvalitet at få flere mennesker med i beslutningerne."
I januar 2015 var han igen ude med kritik af Socialdemokraternes top ved at tale for håndværkerfradraget som partiet Venstre havde foreslået og Socialdemokraterne afslået.
Med 4.112 personlige stemmer blev Dybvad valgt ved Folketingsvalget 2015 i Sjællands Storkreds hvor han fik partiets syvende kredsmandat. Han er partiets boligordfører og medlem af Europaudvalget, Retsudvalget, Udvalget for Landdistrikter og Øer samt Udlændinge- og Integrationsudvalget.
Ved Folketingsvalget 2019 modtog Dybvad 6.118 personlige stemmer, herunder 4.879 i Holbækkredsen.